# Тоаркла (Брашов)
Тоаркла (рум. Toarcla) насеље је у Румунији у округу Брашов у општини Чинку. Oпштина се налази на надморској висини од 459 m.

## Становништво
Према подацима из 2002. године у насељу је живело 342 становника.

### Попис2002.
| Расподела становништва по националности 2002.‍ | Расподела становништва по националности 2002.‍ | Расподела становништва по националности 2002.‍ | Расподела становништва по националности 2002.‍ | Расподела становништва по националности 2002.‍ |
| --------------------------------------------- | --------------------------------------------- | --------------------------------------------- | --------------------------------------------- | --------------------------------------------- |
|                                               |                                               |                                               |                                               |                                               |
| Румуни                                        | Румуни                                        |                                               | 289                                           | 85,3%                                         |
| Роми                                          | Роми                                          |                                               | 25                                            | 7,4%                                          |
| Немци                                         | Немци                                         |                                               | 20                                            | 5,9%                                          |
| Руси                                          | Руси                                          |                                               | 5                                             | 1,5%                                          |